# Vovkovyntsi
Vovkovyntsi (ukrainien : Вовковинці, russe : Волковинцы) est une commune urbaine de l'oblast de Khmelnytskyï, en Ukraine. Elle compte 2 300 habitants.